# Tamara Tippler
Tamara Tippler, née le 9 avril 1991 à Rottenmann, est une skieuse alpine autrichienne. Elle est spécialiste des épreuves de vitesse (descente et super G).

## Carrière
La carrière internationale de Tamara Tippler démarre en 2006.
Elle participe à sa première course de Coupe du monde de ski alpin le 2 décembre 2011 à l'occasion d'un super G organisé à Lake Louise. Elle marque ses premiers points en 2013 en terminant 25e du super combiné de Méribel.
Le 6 décembre 2015, elle accède pour la première fois à un podium de coupe du monde en terminant deuxième de la descente de Lake Louise. Plus tard dans l'hiver, elle monte sur deux podiums en super G à Soldeu et Lenzerheide, la plaçant septième au classement de la spécialité.
Elle renoue avec le podium trois ans plus tard en prenant la troisième place du super G de Cortina d'Ampezzo.
Elle compte une participation aux Jeux olympiques en 2018, où elle est 21e en super G et deux aux Championnats du monde, dont son meilleur résultat est une neuvième place en descente lors de l'édition 2019.

## Palmarès

### Jeux olympiques
| Édition / Épreuve   | Super G |
| ------------------- | ------- |
| JO 2018 Pyeongchang | 21e     |

### Championnats du monde
| Épreuve / Édition               | Descente | Super G | Slalom géant | Slalom | Super combiné |
| ------------------------------- | -------- | ------- | ------------ | ------ | ------------- |
| Mondiaux 2017 Saint-Moritz      | -        | 20e     | -            | -      | -             |
| Mondiaux 2019 Åre               | 9e       | 12e     | -            | -      | -             |
| Mondiaux 2021 Cortina d'Ampezzo | 7e       | 7e      |              |        |               |

### Coupe du monde
- Meilleur classement général : 11e en 2021.
- 10 podiums.

#### Différents classements en coupe du monde
| Année/Classement | Général | Général | Descente | Descente | Super G | Super G | Slalom géant | Slalom géant | Slalom | Slalom | Combiné | Combiné |
| Année/Classement | Class.  | Points  | Class.   | Points   | Class.  | Points  | Class.       | Points       | Class. | Points | Class.  | Points  |
| ---------------- | ------- | ------- | -------- | -------- | ------- | ------- | ------------ | ------------ | ------ | ------ | ------- | ------- |
| 2013             | 111e    | 6       | -        | -        | -       | -       | -            | -            |        | -      | 36e     | 6       |
| 2014             | 106e    | 11      | 45e      | 11       | -       | -       | -            | -            | -      | -      | -       | -       |
| 2015             | 97e     | 16      | -        | -        | 39e     | 16      | -            | -            | -      | -      | -       | -       |
| 2016             | 30e     | 330     | 27e      | 76       | 7e      | 254     | -            | -            | -      | -      | -       | -       |
| 2017             | 60e     | 130     | 19e      | 118      | 45e     | 12      | -            | -            | -      | -      | -       | -       |
| 2018             | 41e     | 190     | 30e      | 57       | 16e     | 133     | -            | -            | -      | -      | -       | -       |
| 2019             | 26e     | 316     | 17e      | 133      | 6e      | 183     | -            | -            | -      | -      | -       | -       |
| 2020             | 30e     | 217     | 21e      | 129      | 18e     | 88      | -            | -            | -      | -      | -       | -       |
| 2021             | 11e     | 483     | 7e       | 211      | 4e      | 272     | -            | -            | -      | -      | -       | -       |

### Coupe d'Europe
- 2 victoires en descente.

En date de mars 2019

### Championnats d'Autriche
- Championne de la descente en 2012 et 2016.